# 133 pr. n. št.

## Dogodki
- pergamonski kralj Atal III. z oporoko zapusti svojo državo Rimu.
- Mala Azija postane rimska provinca; tako Rim vlada celotnemu Sredozemlju razen Egipta.

## Smrti
- Atal III., zadnji kralj Pergamona (* ok. 170 pr. n. št.)
- Tiberij Sempronij Grakh